# 유우석 (1899년)
유우석(柳愚錫, 1899년 ∼ 1968년)은 한국의 독립운동가이다. 본관은 고흥이며, 독립운동가 유관순의 오빠이기도 하다. 아명은 유준석(柳俊錫), 유관옥(柳寬玉)이다.

## 생애
1919년 삼일운동 당시 독립만세운동을 전개하다가 주동자의 한 사람으로 일경에 체포되어 옥고를 치렀다. 한편, 같은 날 아우내 장터의 대대적인 독립만세운동을 주동하였던 아버지와 어머니가 현장에서 사망하고 여동생 유관순도 체포되었다. 공주검사국으로 송치되어 여동생인 유관순을 잠시 만나기도 하였으나, 8월 공주지방법원에서 징역 6월형을 선고받았다.
출옥 후 1923년 경성법학전문학교에 재학 중 조국수호회를 조직하여 활동하다가 구금되었으며, 1927년에는 원산청년회를 조직하였고 일본경찰에 잡혀 함흥지방법원에서 징역 4년형을 구형받는 등 계속 독립운동을 전개해 나갔으며 1934년 양양, 강릉에서 설악회를 조직하여 항일운동을 벌이다가 구속되기도 했다. 1968년 5월 28일 자택에서 노환으로 인해 사망하였고 1968년 6월 5일 사회장으로 치러졌다. 1990년 건국훈장 애국장이 추서되었다.

## 가족 및 친인척 관계
- 증조부 유영일
  - 조부 유윤기(1845년~1919년)
  - 조모 전주 이씨(?~?)
    - 아버지 유중권(1863년~1919년)
    - 전모 청주 한씨
      - 이복 누나 유계출(1897년~?)
      - 매형 경주 이씨 이상칠 또는 박창봉(?~?)

    - 어머니 이소제(1875년~1919년)
      - 자신 유우석(1899년~1968년)
      - 여동생 유관순(1902년~1920년)
      - 남동생 유인석(1905년~1977년)
      - 남동생 유관석(1911년~1943년)

  - 조모 전주 이씨(1854년~?)
    - 숙부 유중무(1875년~1955년)
      - 사촌형 유경석
      - 사촌형수 노마리아
        - 사촌조카 유제경

      - 사촌누나 유예도
      - 사촌동생 유정석

    - 장인 조영순
      - 부인 조화벽(1895년~1975년)